# Billy Dawe
William Dawe, detto Billy (Cochrane, 8 giugno 1924 – Edmonton, 20 maggio 2013), è stato un hockeista su ghiaccio canadese.

## Palmarès

### Olimpiadi invernali
- Oro a Oslo 1952 nell'hockey su ghiaccio.

### Mondiali
- Oro a Londra 1950.